# Мезмай
Мезмай — селище в Апшеронському районі Краснодарського краю. Центр Мезмайського сільського поселення.
Населення менше тисячі жителів.
Селище лежить у долині річки Курджипс при впадання у неї притоки Мезмай в гірськолісовій зоні, на відстані 35 км на південний схід від міста Апшеронськ. вузькоколійна залізниця до Апшеронська.
Назва селища перекладається з адигейської як яблуневий ліс
Мезмай активно розвивається як центр гірського туризму. Довкола селища — безліч природних визначних пам'яток (водоспади, печери, каньйони тощо.).